# Svojšice (Kolíni járás)
Svojšice település Csehországban, a Kolíni járásban, Kolíntól 13 km-rel nyugatra. Svojšice Zalešany, Toušice, Krychnov, Plaňany, Klášterní Skalice, Dolní Chvatliny és Kouřim településekkel határos. Lakosainak száma 509 fő (2024. január 1.).

## Népessége
A település lakosságának változását az alábbi diagram mutatja:
| Lakosok száma | 1091 | 1303 | 1121 | 819  | 708  | 518  | 558  | 561  | 491  | 509  |
|               | 1869 | 1890 | 1921 | 1950 | 1980 | 2001 | 2017 | 2019 | 2022 | 2024 |

## Látnivalói
Fő nevezetessége a svojšicei kastély, aminek elődje már a 14. században itt állt, de azt az erőszakos ellenreformáció elleni felkelés idején teljesen kifosztották és részben le is rombolták. A birtok és a kastély 1738. április 21-én került Althann Mihály János (1710–1778) (Michael Jan IV. z Althannu) tulajdonába. Ő helyreállíttatta a rongálásokat, de az épületre újabb csapást mért 1775 júliusának és augusztusának fordulóján a regionális parasztlázadás. A gróf még ez évben megrendelte a kastély teljes újjáépítését bővítését. Nem tudni, ki kezdte el a munkát, amelybe valószínűleg menet közben szállt be a fiatal, Itáliából frissen hazatért Johann Ignaz Palliardi. A kastélyt egy emelettel megemelték, tetejét tornyokkal, oromzatokkal, manzárdtetőkkel tagolták, a homlokzatokat gazdagon díszítették.